# K.Kamana Ghatta, Channarayapatna
K.Kamana Ghatta là một làng thuộc tehsil Channarayapatna, huyện Hassan, bang Karnataka, Ấn Độ.